# Yeah Boy
«Yeah Boy» — песня американской кантри-певицы и автора-исполнителя Келси Баллерини, вышедшая 10 октября 2016 года в качестве четвёртого сингла с её дебютного студийного альбома The First Time (2015). Баллерини написала песню в соавторстве с Форестом Гленом Уайтхедом и Кизи Тиммером. Она была выпущена на американских кантри-радиостанциях 10 октября 2016 года. Песня получила положительные отзывы критиков, которые отметили её бодрый характер и кипучее обаяние Баллерини как возвращение к её первым двум синглам. Ранее песня была включена в самоназванный мини-альбоме Баллерини 2014 года: Kelsea Ballerini.
Песня «Yeah Boy» заняла третье и девятое места в чартах Billboard Country Airplay и Hot Country Songs соответственно, став первым синглом Баллерини в её карьере, не занявшим первое место. Он также достиг 65-й строчки в американском чарте Billboard Hot 100. Песня получила платиновый сертификат Американской ассоциации звукозаписывающей индустрии (RIAA), и по состоянию на май 2017 года в США было продано 195 000 копий. Песня также вошла в чарт в Канаде, достигнув второго места в чарте Canada Country. Режиссёром клипа на песню выступила Кристин Барлоу, вдохновлённая 1990-ми годами. Баллерини предстала в красочном боди-комбинезоне и в сопровождении танцовщиц-бэк-вокалисток на фоне неонового фона и кирпичной стены с граффити.

## Отзывы
Песня получила положительные отзывы музыкальных критиков.
Билли Дьюкс из Taste of Country дал песне положительную рецензию, в которой написал, что, хотя песня «пересматривает» темы и элементы производства её первых двух синглов, это все ещё «весёлая, кокетливая, заразительная песня о молодой любви, которую вы будете петь вместе с ней, но, скорее всего, отложите в сторону, когда появится новый сингл…». Кэрри Хортон из родственного сайта The Boot аналогично отметила, что песня «[завершает] полный круг синглов пластинки», похвалив её молодёжную привлекательность. Келли Брики из Sounds Like Nashville похвалила этот выбор за то, что после более зрелого «Peter Pan» Баллерини вернулась в «свой поп-кантри грув», и написала, что «эта песня подчёркивает её невинное нахальство и делает мелодию неотразимой». Маркос Пападатос из Digital Journal поставил песне оценку A, написав, что «Yeah Boy» «очень удобна для радио и демонстрирует её кипучую личность». В 2017 году автор Billboard Чак Дофин поставил «Yeah Boy» на седьмое место в своём списке 10 лучших песен Баллерини.

## Музыкальное видео
Лирик-видео на песню «Yeah Boy» было загружено на канал Баллерини на Vevo 12 декабря 2014 года в поддержку её мини-альбома с собственным названием. Премьера официального клипа состоялась 16 декабря 2016 года, его режиссёром выступила Кристин Барлоу (режиссёр клипов на песни «Love Me Like You Mean It» и «Peter Pan»). Баллерини исполняет песню в красочном купальнике на фоне неонового фона и кирпичной стены, разрисованной граффити, в сопровождении танцовщиц-бэк-вокалисток.

## Чарты
| Чарт (2016—2017)                  | Высшая позиция |
| --------------------------------- | -------------- |
| Канада (Billboard Country)        | 2              |
| США (Billboard Hot 100)           | 65             |
| США (Billboard Country Airplay)   | 3              |
| США (Billboard Hot Country Songs) | 9              |

| Чарт (2017)                       | Позиция |
| --------------------------------- | ------- |
| Канада Country (Billboard)        | 22      |
| США Country Airplay (Billboard)   | 22      |
| США Hot Country Songs (Billboard) | 34      |

## Сертификации
| Регион                                                                      | Сертификация | Продажи   |
| --------------------------------------------------------------------------- | ------------ | --------- |
| США (RIAA)                                                                  | Платиновый   | 1 000 000 |
| Данные о продажах + прослушиваниях приведены только на основе сертификации. |              |           |